# 3e corps d'armée (France)
Pour les articles homonymes, voir 3e corps d'armée.
Le 3e corps d'armée était une formation militaire de l'Armée de terre de l'Armée française qui, après avoir existé sous le Premier Empire, a servi durant la Première et la Seconde Guerre mondiale, et a été active après la Seconde Guerre mondiale. Elle est démantelée le 30 juin 1998.

## Création et différentes dénominations
- 1805 : Formation du 3e corps de la Grande Armée
- 1812 : Dissous
- 1859 : Formation puis dissolution du 3e corps d'armée de l'armée d'Italie
- 1870 : Formation puis capture du 3e corps d'armée de l'armée du Rhin
- 1873 : Formation du 3e corps d'armée
- 5 avril 1916 : Renommé Groupement Nivelle
- 21 avril 1916 : Renommé Groupement Lebrun
- 15 juin 1916 : Renommé 3e corps d'armée
- 22 juin 1916 : Renommé Groupement G
- 30 janvier 1917 : Renommé 3e corps d'armée
- 24 juin 1940 : Dissolution
- 26 décembre 1943 : Formation du 3e corps d'armée
- 30 avril 1944 : Dissolution
- février 1945 : Formation du 3e corps d'armée
- 1er juin 1945 : Dissolution
- 15 juillet 1945 : Formation du 3e corps d'armée à partir du détachement d'armée de l'Atlantique
- 15 décembre 1945 : Dissolution
- 1979 : Formation du 3e corps d'armée
- 30 juin 1998 : Dissolution

## Les chefs du3eCorps d'Armée
- août 1805 - 1810 : Maréchal Davout
- 1812 - ? : Maréchal Ney
- 17 août 1859 - 10 mars 1862 : Maréchal Certain de Canrobert
- 14 octobre 1862 - 25 mai 1864 : Maréchal de Mac Mahon
- 19 septembre 1864 : Maréchal Forey
- 12 novembre 1867 - 1er mai 1869 : Maréchal Bazaine
- 30 juin 1869 : Maréchal Bazaine
- 15 octobre 1869 - 17 juillet 1870 : Général de Failly
- janvier 1871 - ? : Général Blanchard
- 28 septembre 1873 : Général Lebrun
- 13 janvier 1879 - 18 février 1881 : Général Borel
- 11 février 1882 : Général Cornat
- 15 février 1885 : Général Dumont
- 7 février 1888 - 18 octobre 1893 : Général du Guiny
- 8 novembre 1893 : Général Giovanninelli
- 1er mars 1898 : Général Langlois
- 24 octobre 1899 - 3 août 1902 : Général Gallimard
- 1er octobre 1902 : Général Servière
- 12 juin 1904 : Général Burnez
- 24 juin 1906 : Général de Torcy
- 17 mai 1909 : Général Meunier
- 14 mars 1911 : Général Valabrègue
- 20 juin 1914 : Général Sauret
- 25 août 1914 : Général Hache
- 23 décembre 1915 : Général Nivelle
- 21 avril 1916 - 12 février 1919 : Général Lebrun
- 12 mai 1919 - 23 août 1921 : Général Naulin
- 21 septembre 1921 : Général Duchêne
- 23 septembre 1924 - 5 novembre 1927 : Général de Corn[1]

- janvier 1933 - novembre 1934 : Général Errard

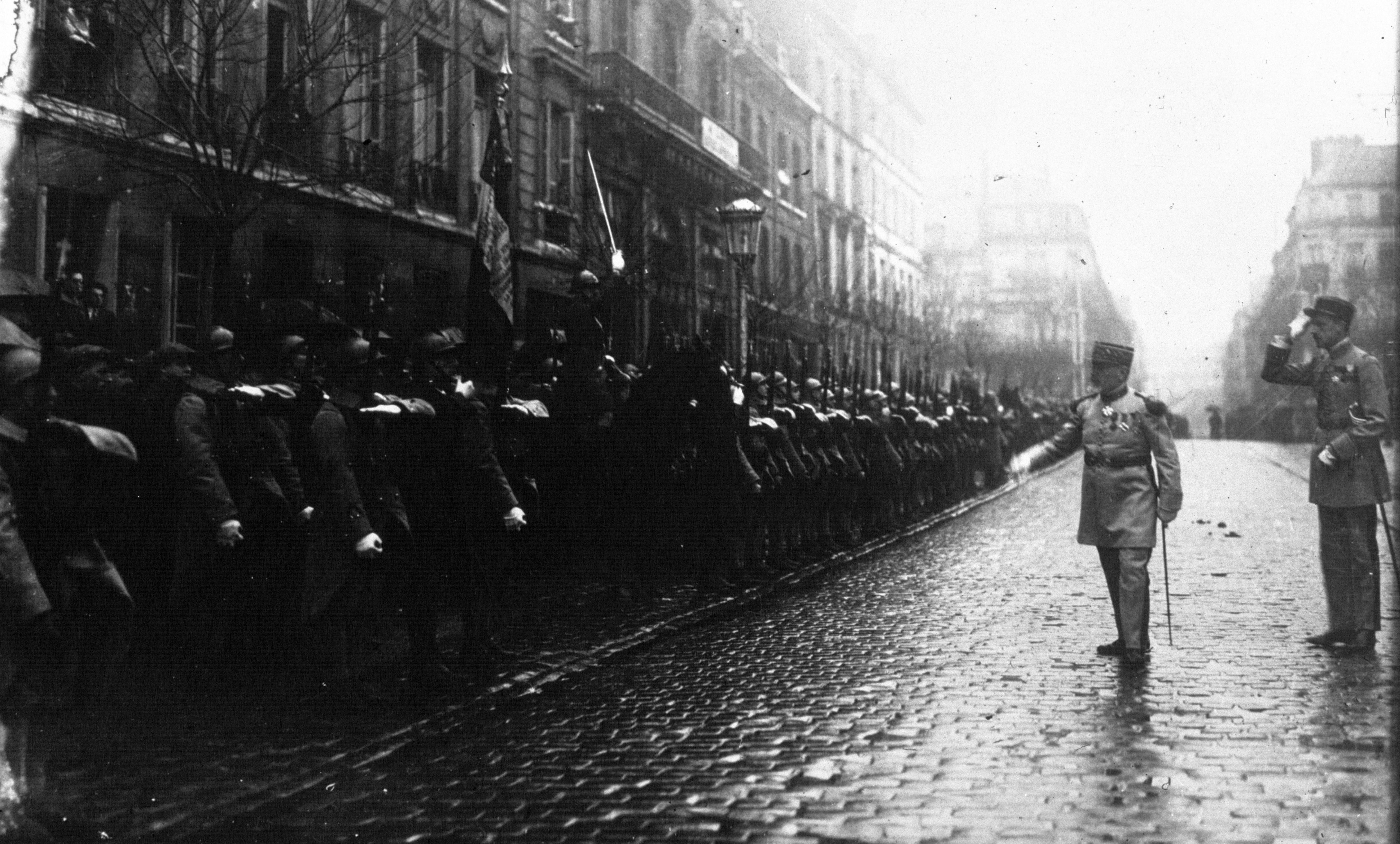
Le général Errard prenant le commandement du 3e corps à Rouen le 9 1 1933.

- 2 septembre 1939 - 1er juillet 1940 : Général de Fornel de La Laurencie
- 26 décembre 1943 - 30 avril 1944 : Général Béthouart[2]
- 20 février 1945 - 1er juin 1945 : Général Leclerc[3]
- 16 juillet 1945 - 15 décembre 1945 : Général de Larminat[3]
- 1979 - 1980 : Général de Barry[4]
- 1983 - 1985 : Général Bizard
- 1986 - : Général Guichard
- 22 février 1991 - : Général Arnold

## Guerres napoléoniennes

### Bataille d'Austerlitzle 2 décembre 1805
Sous le commandement du Maréchal Davout
- 1re division commandée par le Général Friant :

33e Régiment d'Infanterie de Ligne
48e Régiment d'Infanterie de Ligne
108e Régiment d'Infanterie de Ligne
111e Régiment d'Infanterie de Ligne
15e Régiment d'Infanterie Légère
- Cavalerie du 3e Corps commandée par le Général Viallanes :

15e Régiment de Dragons
17e Régiment de Dragons
18e Régiment de Dragons
19e Régiment de Dragons
27e Régiment de Dragons

### Bataille d'Auerstaedtle 14 octobre 1806
Sous le commandement du Maréchal Davout
- 1re division commandée par le Général Morand :

17e Régiment d'Infanterie de Ligne
30e Régiment d'Infanterie de Ligne
51e Régiment d'Infanterie de Ligne
61e Régiment d'Infanterie de Ligne
13e Régiment d'Infanterie Légère
- 2e division commandée par le Général Friant :

33e Régiment d'Infanterie de Ligne
48e Régiment d'Infanterie de Ligne
108e Régiment d'Infanterie de Ligne
111e Régiment d'Infanterie de Ligne
15e Régiment d'Infanterie Légère
- 3e division commandée par le Général Gudin :

12e Régiment d'Infanterie de Ligne
21e Régiment d'Infanterie de Ligne
25e Régiment d'Infanterie de Ligne
85e Régiment d'Infanterie de Ligne

### Bataille d'Eylaule 7 et 8 février 1807
Voire l'article sur la bataille d'Eylau

### Bataille de Friedlandle 14 juin 1807
Sous le commandement du Maréchal Davout
- 1re division commandée par le Général Morand :

17e Régiment d'Infanterie de Ligne
30e Régiment d'Infanterie de Ligne
51e Régiment d'Infanterie de Ligne
61e Régiment d'Infanterie de Ligne
13e Régiment d'Infanterie Légère
- 2e division commandée par le Général Friant :

33e Régiment d'Infanterie de Ligne
48e Régiment d'Infanterie de Ligne
108e Régiment d'Infanterie de Ligne
111e Régiment d'Infanterie de Ligne
15e Régiment d'Infanterie Légère
- 3e division commandée par le Général Gudin :

12e Régiment d'Infanterie de Ligne
21e Régiment d'Infanterie de Ligne
25e Régiment d'Infanterie de Ligne
85e Régiment d'Infanterie de Ligne
- Brigade de Cavalerie commandée par le Général Marulaz :

1er régiment de chasseurs
2e régiment de chasseurs

### Bataille d'Eckmühlle 21 et 22 avril 1809
Sous le commandement du Maréchal Davout
- Division commandée par le Général Friant :

33e Régiment d'Infanterie de Ligne
48e Régiment d'Infanterie de Ligne
108e Régiment d'Infanterie de Ligne
111e Régiment d'Infanterie de Ligne
15e Régiment d'Infanterie de Légère
- Division commandée par le Général Saint-Hilaire :

3e Régiment d'Infanterie de Ligne
57e Régiment d'Infanterie de Ligne
72e Régiment d'Infanterie de Ligne
105e Régiment d'Infanterie de Ligne
10e Régiment d'Infanterie Légère
- Division de Cavalerie commandée par le Général Montbrun :

7e Régiment de Hussard

### Bataille de Wagramle 5 et 6 juillet 1809
Sous le commandement du Maréchal Davout
- 1re division commandée par le Général Morand :

17e Régiment d'Infanterie de Ligne
30e Régiment d'Infanterie de Ligne
51e Régiment d'Infanterie de Ligne
61e Régiment d'Infanterie de Ligne
13e Régiment d'Infanterie Légère
- 2e division commandée par le Général Friant :

33e Régiment d'Infanterie de Ligne
48e Régiment d'Infanterie de Ligne
108e Régiment d'Infanterie de Ligne
111e Régiment d'Infanterie de Ligne
15e Régiment d'Infanterie Légère
- 3e division commandée par le Général Gudin :

25e Régiment d'Infanterie de Ligne
85e Régiment d'Infanterie de Ligne
12e Régiment d'Infanterie de Ligne
21e Régiment d'Infanterie de Ligne
- 4e division commandée par le Général Puthod :

1 Bataillon du 12e de Ligne
1 Bataillon du 17e de Ligne
1 Bataillon du 21e de Ligne
1 Bataillon du 30e de Ligne
1 Bataillon du 33e de Ligne
1 Bataillon du 61e de Ligne
1 Bataillon du 65e de Ligne
1 Bataillon du 85e de Ligne
1 Bataillon du 111e de Ligne
1 Bataillon du 7e de Léger
- Division de cavalerie légère commandée par le Général Pajol :

5e régiment de Hussards
11e régiment de Chasseurs
12e régiment de Chasseurs

## Second Empire
Le 3e corps participe à la bataille de Solférino en 1859 sous les ordres du Maréchal Canrobert. Pendant la guerre de 1870, le 3e Corps est commandé par le maréchal Bazaine jusqu'au 12 août, puis le général Decaen tué à Borny (12 au 14 août) et enfin le maréchal Le Bœuf. Il se replie dans la forteresse de Metz avec le reste de l'Armée du Rhin, où il capitule le 28 octobre.

### Composition en 1870
| Division                  | Brigade                  | Régiment                                                                   |
| ------------------------- | ------------------------ | -------------------------------------------------------------------------- |
| 1re division d'infanterie | 1re brigade d'infanterie | 51e régiment d'infanterie de ligne                                         |
| 1re division d'infanterie | 1re brigade d'infanterie | 62e Régiment d'infanterie de ligne                                         |
| 1re division d'infanterie | 1re brigade d'infanterie | 18e Bataillon de chasseurs à pied                                          |
| 1re division d'infanterie | 2e brigade d'infanterie  | 81e régiment d'infanterie de ligne                                         |
| 1re division d'infanterie | 2e brigade d'infanterie  | 95e Régiment d'infanterie de ligne                                         |
| 1re division d'infanterie | Artillerie               | 2 batteries de 4, une de mitrailleuses                                     |
| 1re division d'infanterie | Génie                    | une compagnie                                                              |
| 2e division d'infanterie  | 1re brigade d'infanterie | 19e régiment d'infanterie de ligne                                         |
| 2e division d'infanterie  | 1re brigade d'infanterie | 41e Régiment d'infanterie de ligne                                         |
| 2e division d'infanterie  | 1re brigade d'infanterie | 15e Bataillon de chasseurs à pied                                          |
| 2e division d'infanterie  | 2e brigade d'infanterie  | 69e régiment d'infanterie de ligne                                         |
| 2e division d'infanterie  | 2e brigade d'infanterie  | 90e Régiment d'infanterie de ligne                                         |
| 2e division d'infanterie  | Artillerie               | 2 batteries de 4, une de mitrailleuses                                     |
| 2e division d'infanterie  | Génie                    | une compagnie                                                              |
| 3e division d'infanterie  | 1re brigade d'infanterie | 7e régiment d'infanterie de ligne                                          |
| 3e division d'infanterie  | 1re brigade d'infanterie | 29e Régiment d'infanterie de ligne                                         |
| 3e division d'infanterie  | 1re brigade d'infanterie | 7e Bataillon de chasseurs à pied                                           |
| 3e division d'infanterie  | 2e brigade d'infanterie  | 59e régiment d'infanterie de ligne                                         |
| 3e division d'infanterie  | 2e brigade d'infanterie  | 71e Régiment d'infanterie de ligne                                         |
| 3e division d'infanterie  | Artillerie               | 2 batteries de 4, une de mitrailleuses                                     |
| 3e division d'infanterie  | Génie                    | une compagnie                                                              |
| 4e division d'infanterie  | 1re brigade d'infanterie | 44e régiment d'infanterie de ligne                                         |
| 4e division d'infanterie  | 1re brigade d'infanterie | 60e Régiment d'infanterie de ligne                                         |
| 4e division d'infanterie  | 1re brigade d'infanterie | 11e Bataillon de chasseurs à pied                                          |
| 4e division d'infanterie  | 2e brigade d'infanterie  | 80e régiment d'infanterie de ligne                                         |
| 4e division d'infanterie  | 2e brigade d'infanterie  | 35e Régiment d'infanterie de ligne                                         |
| 4e division d'infanterie  | Artillerie               | 2 batteries de 4, une de mitrailleuses                                     |
| 4e division d'infanterie  | Génie                    | une compagnie                                                              |
| Division de cavalerie     | 1re brigade de cavalerie | 2e régiment de chasseurs à cheval                                          |
| Division de cavalerie     | 1re brigade de cavalerie | 3e Régiment de chasseurs à cheval                                          |
| Division de cavalerie     | 1re brigade de cavalerie | 10e Régiment de chasseurs à cheval                                         |
| Division de cavalerie     | 2e brigade de cavalerie  | 2e régiment de dragons                                                     |
| Division de cavalerie     | 2e brigade de cavalerie  | 4e Régiment de dragons                                                     |
| Division de cavalerie     | 3e brigade de cavalerie  | 5e régiment de dragons                                                     |
| Division de cavalerie     | 3e brigade de cavalerie  | 8e Régiment de dragons                                                     |
| Réserve d'artillerie      | Réserve d'artillerie     | 2 batteries de 12, 2 batteries de 4 (montées), 4 batteries de 4 (à cheval) |
| Parc d'artillerie         | Parc d'artillerie        | Réserve et parc de génie                                                   |

## Première Guerre mondiale

### Composition

#### Composition à la mobilisation de 1914
Il est subordonné, au début de la Première Guerre mondiale à la Ve armée.
5e division d'infanterie
- 9e brigade :

39e Régiment d'infanterie
74e Régiment d'infanterie
- 10e brigade :

36e Régiment d'infanterie
129e Régiment d'infanterie
- Cavalerie : 7e régiment de chasseurs à cheval (1 escadron)
- Artillerie : 43e régiment d'artillerie de campagne (3 groupes 75)
- Génie : 3e régiment du génie (compagnie 3/1)

6e Division d'Infanterie
- 11e brigade :

24e Régiment d'infanterie
28e Régiment d'infanterie
- 12e brigade :

5e Régiment d'infanterie
119e Régiment d'infanterie
- Cavalerie : 7e régiment de chasseurs à cheval (1 escadron)
- Artillerie : 22e régiment d'artillerie de campagne (3 groupes 75)
- Génie : 3e régiment du génie (compagnie 3/2)

37e Division d'Infanterie
- 73e brigade :

2e Régiment de zouaves (3 bataillons)
2e Régiment de tirailleurs (2 bataillons)
5e Régiment de tirailleurs (2 bataillons)
6e Régiment de tirailleurs (2 bataillons)
- 74e brigade :

5e Régiment de zouaves (3 bataillons)
3e Régiment de tirailleurs (2 bataillons)
7e Régiment de tirailleurs (1 bataillon)
- Cavalerie : 6e régiment de chasseurs d'Afrique (4 escadrons)
- Artillerie : trois groupes d'Afrique
- Génie :

4e Régiment du génie (compagnies 38/17 et 8/22)
19e Bataillon du génie (compagnie 19/1)
EOCA
- Régiments d'Infanterie (rattachés au 3e CA) :

239e Régiment d'infanterie
274e Régiment d'infanterie
- Cavalerie (rattachée au 3e CA) : 7e régiment de chasseurs (4 escadrons)
- Artillerie (rattachée au 3e CA) : 11e régiment d'artillerie de campagne (4 groupes)
- Génie (rattaché au 3e CA) : 3e régiment du génie (compagnies 3/3,3/4,3/16,3/21)
- Autres (rattaché au 3e CA) :

3e Escadron du train des équipages militaires
3e Section de secrétaires d'état-major et du recrutement
3e Section d'infirmiers militaires
3e Section de commis et ouvriers militaires d'administration

### Historique

#### 1914
- 4 - 13 août : transport par V.F. dans la région Amagne, Poix-Terron, puis couverture de la Meuse entre Mézières et Sedan.
- 13 - 24 août : mouvement vers la Sambre en direction de Charleroi. Engagé dans la bataille de Charleroi.

22 - 23 août : combats à l'est et au sud de Charleroi.
- 24 août - 6 septembre : repli par Fourmies, vers la région de Guise atteinte le 27 août. Le 29 août, engagé dans la bataille de Guise. Combats vers Landifay et Courjumelles. À partir du 30 août, poursuite du repli, par Laon et Igny-le-Jard jusque dans la région sud de Courgivaux.
- 6 - 13 septembre : engagé dans la première bataille de la Marne. Du 6 au 10 septembre, bataille des Deux Morins. Combats dans la région de Montceaux-lès-Provins, Courgivaux. Du 7 au 10 septembre, avance vers Montmirail et Condé-en-Brie (combat dans cette région). À partir du 10 septembre, poursuite jusque dans la région nord-ouest de Reims.
- 13 - 17 septembre : engagé dans la première bataille de l'Aisne. Combats devant Brimont, vers Loivre et le Godat.
- 17 septembre 1914 - 27 avril 1915 : stabilisation et occupation d'un secteur vers Courcy et le Godat.

25 septembre : front étendu à droite vers la Neuvillette.
12 - 14 octobre : attaques françaises vers la ferme Sainte-Marie et Loivre.
1er novembre : front étendu à gauche vers la cote 108.
3 - 4 novembre : violents combats à Sapigneul.
11 décembre : extension du secteur, à gauche jusqu'à l'ouest du bois de Beau Marais.
16 février 1915 : combat au bois de Luxembourg. Guerre de Mine à la cote 108.

#### 1915
- 27 avril - 25 mai : retrait du front et repos dans la région de Branscourt. À partir du 9 mai, transport par V.F. dans la région de Longueau. Stationnement dans la région d'Avesnes-le-Comte (des éléments du corps d'armée sont engagés dans la seconde bataille d'Artois vers Notre-Dame-de-Lorette).
- 25 mai - 17 juin : occupation d'un secteur vers Agny et Berles-au-Bois.
- 17 juin - 5 juillet : retrait du front et stationnement dans la région de Béthonsart.
- 5 juillet - 8 octobre : occupation d'un secteur au nord de Neuville-Saint-Vaast, étendu le 7 juillet au cimetière de Neuville-Saint-Vaast. À partir du 25 septembre, engagé dans la troisième bataille d'Artois. Du 25 septembre au 4 octobre, violents combats vers la falaise de Vimy et la ferme de la Folie. Puis occupation du terrain conquis.
- 8 - 23 octobre : occupation d'un nouveau secteur entre la Scarpe et Roclincourt.
- 23 octobre 1915 - 18 février 1916 : retrait du front et transport par V.F. vers Moreuil ; puis occupation d'un secteur vers Frise, Lihons, Maucourt, Andechy (en liaison avec l'armée britannique).

28 janvier - 13 février 1916 : combats de Frise.
15 février : réduction du secteur à droite jusqu'à l'Avre.

#### 1916
- 18 février - 28 mars : retrait du front et transport dans la région de Moreuil ; repos. À partir 27 février, transport dans la région de Pont-Sainte-Maxence ; travaux.
- 28 mars - 15 juin : transport par V.F et par camions, dans la région de Givry-en-Argonne, puis dans la région de Verdun. À partir du 5 avril, engagé dans la bataille de Verdun, vers Douaumont et Eix.

11 avril : attaque allemande.
19 avril : attaque française au sud-est de Douaumont.
20 avril : attaque allemande.
1er mai : attaque française.
7 Et 12 mai : attaques allemandes.
10 mai : réduction du front à droite jusqu'au sud de Damloup.
22 mai : attaque française ; reprise partielle du fort de Douaumont, reperdu le 24 mai.
1er - 3 juin : attaques allemandes dans la région de ferme de Thiaumont, Fleury-devant-Douaumont, Vaux-devant-Damloup.
7 juin : contre-attaque française, perte du fort de Vaux.
8 juin : attaque allemande dans la région fort de Vaux, Fleury-devant-Douaumont.
- 15 - 20 juin : retrait du front ; repos dans la région Ligny-en-Barrois.
- 20 juin 1916 - 30 janvier 1917 : mouvement vers le front, puis à partir du 22 juin, occupation d'un secteur vers Dompcevrin et la région sud-ouest des Éparges (guerre de mines aux Éparges).

10 août : extension du secteur à gauche au-delà des Éparges.
1er novembre : extension à droite, jusqu'à l'étang de Vargévaux.
1er décembre : limite gauche ramenée vers Vaux-lès-Palameix.

#### 1917
- 30 janvier - 15 avril : retrait du front, mouvement vers Gondrecourt ; repos et instruction. À partir du 28 mars, transport par V.F. de la région de Nançois-le-Petit, vers celle de Sézanne ; puis repos vers Condé-en-Brie.
- 15 avril - 4 juin : mouvement vers Courville et Crugny ; préparatifs d'offensive. Tenu prêt à intervenir dans l'offensive du 16 avril, non engagé. À partir du 22 avril, stationnement vers Beuvardes et le 4 mai, vers Jaulgonne, puis le 15 mai vers La Ferté-sous-Jouarre ; repos et instruction.
- 4 juin - 19 août : occupation d'un secteur vers l'Épine de Chevregny, le Panthéon. À partir du 16 juin, occupation d'un nouveau secteur vers Braye-en-Laonnois, Courtecon, puis à partir du 24 juin, extension du front à droite jusqu'à la ferme d'Hurtebise. Actions violentes de part et d'autre jusqu'au milieu du mois d'août, vers la ferme de la Bovelle et Cerny-en-Laonnois.
- 19 - 24 août : retrait du front, mouvement vers Fismes ; transport par V.F. de Fismes à Nesle et mouvement vers Ressons-sur-Matz.
- 24 août 1917 - 14 janvier 1918 : occupation d'un secteur vers Urvillers, Pontruet (en liaison avec le front britannique).

#### 1918
- 14 - 18 janvier : relève par l'armée britannique ; mouvement vers Guiscard.
- 18 janvier - 26 février : transport par V.F. de la région Noyon, Montdidier vers celle d'Arcis-sur-Aube ; repos et instruction au camp de Mailly.
- 26 février - 20 juin : transport vers Châlons-sur-Marne. Le 8 mars, occupation d'un secteur vers la Courtine et la région est de l'Epine de Vedegrange.

21 mars : violente attaque locale allemande.
27 mars : secteur étendu à gauche vers Auberive-sur-Suippe.
1er juin : extension à gauche vers le mont Sans Nom et réduit à droite vers Tahure.
- 20 juin - 4 juillet : retrait du front ; transport dans la région de Château-Thierry et à partir du 21 juin, occupation d'un secteur vers Vaux, Hautevesnes.
- 4 - 18 juillet : relève par des éléments américains ; retrait du front et regroupement vers La Ferté-sous-Jouarre. À partir du 8 juillet, mouvement vers Montmirail et occupation d'un secteur dans la région de Troissy, Dormans, ouest de Jaulgonne. À partir du 15 juillet, engagé dans la 4e bataille de Champagne. Violents combats au sud de la Marne, vers la Grange aux Bois, Chézy et Festigny-les-Hameaux.

17 juillet : limite gauche ramenée à Jaulgonne.
- 18 juillet - 5 août : engagé dans la seconde bataille de la Marne. Combat au sud de la Marne, puis sur la Marne. À partir de la fin de juillet, progression et combats sur l'axe Dormans, Courville.

1er août : prise de Gossancourt.
3 août : prise d'Arcis-le-Ponsart.
- 5 - 23 août : retrait du front, mouvement vers Dormans, puis à partir du 11 août, vers Crécy-en-Brie ; tenu prêt à intervenir.
- 23 août - 4 septembre : occupation d'un secteur sur la Vesle, dans la région Braine, ouest de Bazoches-sur-Vesles.
- 4 - 30 septembre : poussée vers la position Hindenburg. Progression depuis la Vesle jusqu'à l'Aisne, vers l'ouest de Villers-en-Prayères et Presles. À partir du 9 septembre, organisation et défense des positions conquises. Le 22 septembre, retrait du front et le 23 septembre occupation d'un nouveau secteur vers l'est de Baslieux-lès-Fismes et Villers-en-Prayères.

24 septembre : réduction du front à droite jusqu'au sud de Glennes.
- 30 septembre - 1er novembre : engagé dans la bataille de Saint-Thierry et son exploitation. Progression de Merval vers Craonne, puis vers le camp de Sissonne. Combats dans la région de Sissonne.
- 1er - 11 novembre : retrait du front, transport vers la Lorraine ; tenu prêt à intervenir dans l'offensive projetée.

### Rattachement
- 1er Armée

10 - 27 mai 1917
- 2e Armée

20 - 26 février 1916
29 mars 1916 - 27 mars 1917
- 3e Armée

28 - 29 mars 1916
20 août 1917 - 18 janvier 1918
- 4e Armée

18 janvier - 20 juin 1918
- 5e Armée

2 août 1914 - 9 mai 1915
25 - 30 juillet 1918
9 septembre - 1er novembre 1918
- 6e Armée

24 octobre 1915 - 20 février 1916
26 février - 28 mars 1916
27 mai - 16 juillet 1917
20 juin - 17 juillet 1918
30 juillet - 11 août 1918
19 août - 9 septembre 1918
- 8e Armée

1er - 10 novembre 1918
- 9e Armée

17 juillet - 25 juillet 1918
- 10e Armée

9 mai - 24 octobre 1915
27 mars - 10 mai 1917
16 juillet - 20 août 1917
11 - 19 août 1918
10 - 11 novembre 1918

## Entre-deux-guerres
Le corps d'armée est associé en temps de paix à la 3e région militaire de Rouen.

## Seconde Guerre mondiale

### Bataille de France
En 1939, le 3e CA fait partie de la 1re armée du général Blanchard. Il est commandé par le général de la Laurencie. Entrant en Belgique le 10 mai 1940 en direction de la position Wavre-Chastrès, le 3e corps participe à la victoire de Gembloux. Mais la percée de Sedan le contraint à la retraite et ses unités sont encerclées et majoritairement anéanties à Lille le 31 mai, tandis que d'autres éléments rembarquent à Dunkerque.
Il est reconstitué en Normandie le 9 juin 1940 avec la 237e division légère d'infanterie, la 3e division légère de cavalerie, quelques escadrons de la 1re division blindée britannique et un bataillon de pionniers, toujours sous le commandement du général de la Laurencie.
Rattaché à la 10e armée du général Altmayer, il installe son quartier-général à Louviers. Il est finalement dissous le 24 juin 1940 alors que ses restes sont dans les Charentes.

#### Composition en mai 1940
Grandes unités :
- 1re division d'infanterie motorisée
- 2e division d'infanterie nord-africaine

Cavalerie 
- 6e groupe de reconnaissance de corps d'armée

Artillerie 
- 105e régiment d'artillerie lourde hippomobile

Génie
- 603e régiment de pionniers

### Libération de la France
Le 3e CA est reconstitué du 26 décembre 1943 au 30 avril 1945, sous le commandement du général Béthouart.
Il est recréé 15 février 1945 sous le commandement du général Leclerc. Il regroupe les 1re, 10e et 36e divisions d'infanterie tandis que son état-major est celui de la 2e division blindée. Son existence n'est que théorique et la 2e DB retourne le 23 avril participer à la campagne d'Allemagne sous le commandement de Leclerc au sein du 21e corps d'armée américain.

## De 1945 à aujourd'hui

### 1945
Le 3e CA de Leclerc est dissous le 1er juin 1945.
Il est recréé le 16 juillet 1945 par renommage du détachement d'armée de l'Atlantique, sous le commandement du général de Larminat, et dissous dès le 15 décembre 1945.

### Guerre froide
Le 3e corps d'armée est recréé le 1er juillet 1979 pendant la guerre froide. Il couvre la région de Paris et son état-major est installé à Saint-Germain-en-Laye.
Existant surtout sur le papier jusque-là, le 3e CA est réorganisé en 1983, avec état-major à Lille (installation en septembre 1984) et une subordination de trois divisions : la 2e DB, la 8e DI et la 12e DLB école.
En 1989, il est l’un des trois corps de la 1re armée et dispose des formations suivantes :
- - État-Major : Lille
  - 2e Régiment de Hussards (2e RH), Sourdun (36x AMX-10RC, 12x VAB/HOT)
  - 6e Régiment du Génie (6e RG), Angers
  - 71e Régiment du Génie (71e RG), Oissel

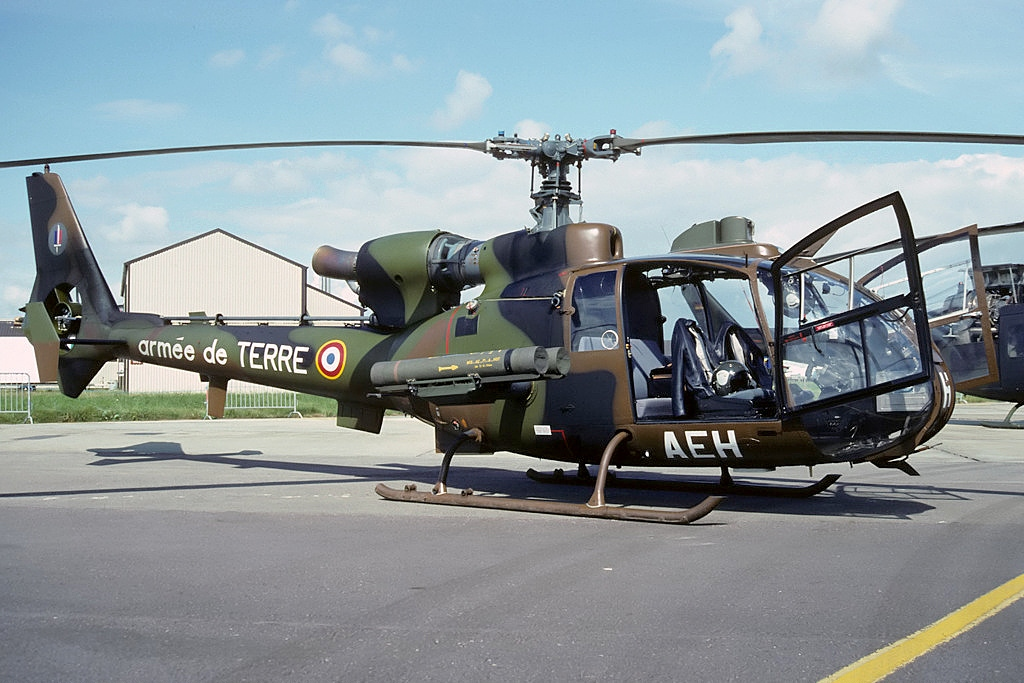
Un Gazelle-HOT SA-342M du 6e RHC en 1992.

- - 6e Régiment d'Helicoptères de Combat (6e RHC), Margny-lès-Compiègne (16x Gazelle-HOT, 10x Gazelle-20 mm, 8x Puma)
  - 51e Régiment de Transmission (51e RT), Compiègne
  - 58e Régiment de Transmission (58e RT), Laon
  - 604e Régiment de Circulation Routière (Réserve), (604e RCR), Tours
  - 625e Régiment de Circulation Routière, (625e RCR), Arras
  - 13e Groupe d’Hélicoptères Légers (Réserve), (13e GHL), Lesquin
  - 43e Régiment d'Infanterie et de Commandement de Corps d'armée, (43e RICCA), Lille
  - Commandement de l'Artillerie du 3e Corps
    - 4e Régiment d'Artillerie (4e RA), Couvron  6 lance-missile Pluton)
    - 2e Régiment d'Artillerie de Marine (2e RAMa) (Reserve), Montlhéry (24x M50)
    - 19e Régiment d'Artillerie (19e RA) (Training), Draguignan (6x lance-missile Pluton)
    - 22e Régiment d'Artillerie de Marine (22e RAMa) (Réserve), Folembray (24x M50)
    - 54e Régiment d'Artillerie (54e RA), Hyères (24x AMX-30Roland)
    - 58e Régiment d'Artillerie (58e RA), Douai (32x AMX-30Roland)
    - 603e Régiment NBC, (603e RNBC) (Entrainement), Bretteville-sur-Odon
    - Batterie d'artillerie du 3e Corps d'Armée (BACA 3), Lille

  - Brigade Logistique du 3e Corps
    - 517e Régiment du Train, (517e RT), Vernon
    - 522e Régiment du Train (Réserve), (522e RT), Auneau
    - 3e Régiment du Matériel, (3e RMAT), Beauvais
    - 4e Régiment du Matériel, (4e RMAT), Fontainebleau
    - 705e Compagnie mixte des Essences, (705e CME), Évreux (Fuel Supply Company)
    - 707e Compagnie mixte des Essences (Réserve), (707e CME), Évreux
    - 31e Compagnie Médicale, Sedan
    - 614e Compagnie de Ravitaillement (Réserve), Chartres (Medical Supply Company)
    - 615e Compagnie de Ravitaillement (Réserve), Chartres

### 2eDivision Blindée
- 2e Division Blindée, (2e DB), Versailles, France

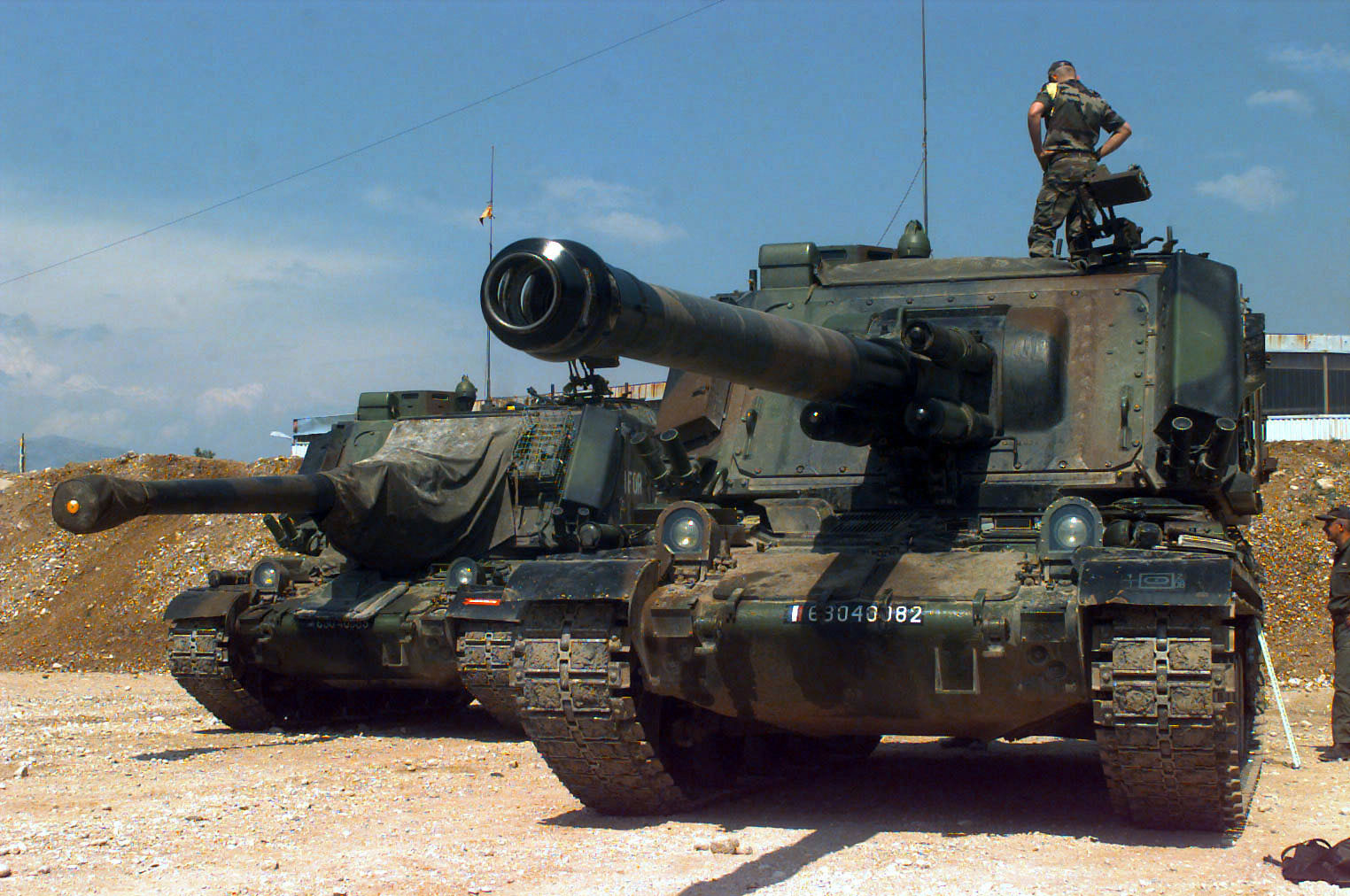
Deux AMX 30 Au F1 du 40e régiment d'artillerie déployé au sein de l'Implementation Force en 1996.

  - 2e Régiment de Commandement et de Soutien (2e RCS), Satory
  - 2e Régiment de Dragons (2e RD), Base aérienne de Laon-Couvron (53x AMX-30B2)
  - 6e Régiment de Cuirassiers (6e RC), Olivet (53x AMX-30B2)
  - 501e Régiment de Chars de Combat (501e RCC), Rambouillet (53x AMX-30B2)
  - Régiment de Marché de Tchad (RMT), Montlhéry (16x AMX-30B2, 51x AMX-10P)
  - 5e Régiment d'Infanterie (5e RI), Beynes (16x AMX-30B2, 51x AMX-10P)
  - 39e Régiment d'Infanterie (39e RI), Rouen (63x VAB)
  - 1er Régiment d'Artillerie de Marine (1er RAMa), Montlhéry (20x AMX AuF1)
  - 40e Régiment d'Artillerie (40e RA), Suippes (20x AMX-30 AuF1)
  - 34e Régiment du Génie (34e RG), Épernay
  - 2e Escadron d'Éclairage Divisionnaire (2e EED), Saint-Germain-en-Laye
  - 2e Compagnie Antichar (10e CAC), Rouen (12x VAB HOT)

### 8eDivision d'Infanterie
- 8e Division d'Infanterie, (8e DI), Amiens, France
  - 8e Régiment de Commande-ment et de Soutien (8e RCS), Amiens
  - 7e Régiment de Chasseurs (7e RCh), Arras (36x AMX 10 RC, 24x [Milan (missile)])
  - 8e Régiment d'Infanterie (8e RI), Noyon (84x VAB)
  - 67e Régiment d'Infanterie (67e RI), Soissons (84x VAB)
  - 94e Régiment d'Infanterie (94e RI), Sissonne (84x VAB)
  - 41e Régiment d'Artillerie de Marine (41e RAMa), La Fère (24x M50)
  - 23e Régiment du Génie (Réserve) (23e RG), Oissel

### 10eDivision Blindée
- 10e Division Blindée, (10e DB), Châlons-sur-Marne, France
  - 10e Régiment de Commandement et de Soutien (10e RCS), Châlons-sur-Marne
  - 2e Régiment de Chasseurs (2e RCh), Thierville-sur-Meuse (53x AMX-30B2, 11x AMX-10P)
  - 4e Régiment de Dragons (4e RD), Mourmelon (53x AMX-30B2, 11x AMX-10P)
  - 503e Régiment Chars de Combat (503e RCC), Mourmelon (53x AMX-30B2, 11x AMX-10P)
  - 1er Groupe de Chasseurs (1er GC), Reims (17x AMX-30B2, 39x AMX-10P)
  - 150e Régiment d'Infanterie (150e RI), Verdun (17x AMX-30B2, 39x AMX-10P)
  - 151e Régiment d'Infanterie (151e RI), Metz (70x VAB)
  - 3e Régiment d'Artillerie de Marine (3e RAMa), Verdun (24x AMX-30 AuF1)
  - 8e Régiment d'Artillerie (8e RA), Commercy (24x AMX-30 AuF1)
  - 3e Régiment du Génie (3e RG), Charleville-Mézières
  - 10e Escadron d'Éclairage Divisionnaire (10e EED), Mourmelon
  - 10e Compagnie Antichar (10e CAC), Metz (12x VAB/HOT)

Le 3e CA est finalement dissous le 30 juin 1998.

## Insignes

### 1939-1940

Insigne peint sur certains véhicules du 3e CA.

En 1939, le 3e corps d'armée adopte un insigne, fabriqué en version métallique par l'entreprise Boucheron. Il présente un casque viking chargé de deux écussons accolés, le premier aux armes de la Normandie (de gueules au Léopard d'or) et le second chargé de trois pommes. En canton les quatre étoiles du général commandant un corps d'armée.
Sur certains véhicules du 3e CA seul est peint l'écu aux trois pommes.

### 1979-1983
En 1979, le corps adopte un tiercé tricolore tiercé en barre. Les trois couleurs, la fleur de Lys et la nef d'or font références à Paris, siège du corps.
Au centre, une rose des vents, symbole des missions diverses dévolues au 3e CA.

### 1983-1998
Le nouvel insigne du 3e CA adopte un lion de Flandre, symbole de l'implantation de l'état-major du corps à Lille.